# Trankils socken
Trankils socken i Värmland ingick i Nordmarks härad, ingår sedan 1971 i Årjängs kommun och motsvarar från 2016 Trankils distrikt.
Socknens areal är 98,95 kvadratkilometer varav 68,03 land. År 2000 fanns här 356 invånare. Orten Lennartsfors samt sockenkyrkan Trankils kyrka ligger i socknen.   

## Administrativ historik
Socknen har medeltida ursprung och omnämns första gången 1334. Enligt en sägen ska församlingens första kyrka ha stått i Trane, norr i socknen, men denna kyrka ska ha flyttats för att ligga mer skyddat från Norge. Trots att det finns vissa indikationer på att det skulle kunna vara så, så finns inga säkra belägg för att så skulle vara fallet. Det har också föreslagits att det skulle kunna röra sig om att Trane tidigare utgjorde en egen socken och tidigt uppgick i Trankil, men då det inte finns skriftliga belägg för det finns det bara indicier på att detta skulle vara fallet. Första gången Trankils socken omnämns i skrift är 1334, i en påvlig räkenskap över nuntien Gervasis uppbörd av peterspenning.
På en sockenstämma i januari 1788 beslöts efter votering att flytta kyrkan till nuvarande Lennartsfors, något som bestreds redan i maj samma år av 28 sockenbor. Efter 36 år upphävdes beslutet och kyrkan fick stå kvar. Vid kommunreformen 1862 övergick socknens ansvar för de kyrkliga frågorna till Trankils församling och för de borgerliga frågorna bildades Trankils landskommun. Landskommunen uppgick 1952 i Holmedals landskommun som 1971 uppgick i Årjängs kommun. Den 1 januari 2016 inrättades distriktet Trankil, med samma omfattning som församlingen hade 1999/2000.  
Socknen har tillhört län, fögderier, tingslag och domsagor enligt vad som beskrivs i artikeln Nordmarks härad. De indelta soldaterna tillhörde Värmlands regemente, Nordmarks kompani.

## Geografi
Trankils socken ligger sydväst om Årjäng kring norra delen av Lelång med sjösystemet Stora Le i väster. Socknen har odlingsbygd vid sjöarna och är i övrigt en starkt kuperad skogsbygd.
Bergarterna i socknen består till stora delar av förskiffrad granit, men även kvarts, fältspat, glimmerskiffer och hornblände förekommer.
Dalslands kanal går igenom socknen, med sluss i Lennartsfors.

## Fornlämningar
Från stenåldern är cirka 50 boplatser funna med tolv hällkistor. Från bronsåldern finns spridda gravrösen.

## Namnet
Namnet skrevs på 1330-talet Traukiol. Efterleden är köl, 'höglänt ödemark'. Förleden innehåller sannolikt ett äldre ånamn Trana, bildat från fågelnamnet trana.

## Befolkningsutveckling
| Befolkningsutvecklingen i Trankils socken 1780–1990                                                      | Befolkningsutvecklingen i Trankils socken 1780–1990 | Befolkningsutvecklingen i Trankils socken 1780–1990 | Befolkningsutvecklingen i Trankils socken 1780–1990 | Befolkningsutvecklingen i Trankils socken 1780–1990 |
| --- | --------------------------------------------------- | --------------------------------------------------- | --------------------------------------------------- | --------------------------------------------------- |
| |                                                     |                                                     |                                                     |                                                     |
| År |                                                     |                                                     | Folkmängd                                           |                                                     |
| 1780 | 1780                                                |                                                     | 385                                                 |                                                     |
| 1790 | 1790                                                |                                                     | 358                                                 |                                                     |
| 1810 | 1810                                                |                                                     | 389                                                 |                                                     |
| 1820 | 1820                                                |                                                     | 473                                                 |                                                     |
| 1830 | 1830                                                |                                                     | 707                                                 |                                                     |
| 1840 | 1840                                                |                                                     | 791                                                 |                                                     |
| 1850 | 1850                                                |                                                     | 990                                                 |                                                     |
| 1860 | 1860                                                |                                                     | 1 175                                               |                                                     |
| 1870 | 1870                                                |                                                     | 1 150                                               |                                                     |
| 1880 | 1880                                                |                                                     | 1 082                                               |                                                     |
| 1890 | 1890                                                |                                                     | 1 084                                               |                                                     |
| 1900 | 1900                                                |                                                     | 1 123                                               |                                                     |
| 1910 | 1910                                                |                                                     | 1 197                                               |                                                     |
| 1920 | 1920                                                |                                                     | 1 127                                               |                                                     |
| 1930 | 1930                                                |                                                     | 1 087                                               |                                                     |
| 1940 | 1940                                                |                                                     | 964                                                 |                                                     |
| 1950 | 1950                                                |                                                     | 811                                                 |                                                     |
| 1960 | 1960                                                |                                                     | 623                                                 |                                                     |
| 1970 | 1970                                                |                                                     | 507                                                 |                                                     |
| 1980 | 1980                                                |                                                     | 420                                                 |                                                     |
| 1990 | 1990                                                |                                                     | 430                                                 |                                                     |
| Anm: Källor: Umeå universitet - Tabellverket 1749-1859, Demografiska databasen, CEDAR, Umeå universitet. |                                                     |                                                     |                                                     |                                                     |